# Yurre (Álava)
Yurre (oficialmente Yurre/Ihurre) es un concejo del municipio de Vitoria, en la provincia de Álava, País Vasco (España).

## Geografía
Se encuentra situado en la orilla derecha del río Zadorra, a 5,5 kilómetros al noroeste de Vitoria. El concejo está junto a la autovía A-1, pero se accede a él a través de carreteras locales. 
Actualmente forma parte de la Zona Rural Noroeste de Vitoria. El crecimiento de la ciudad de Vitoria parece por el momento limitado a la orilla izquierda del Zadorra, por lo que Yurre está todavía a salvo de ser engullido por la ciudad.
El concejo está bañado por el río Iturrizabaleta que mueve el molino harinero y el río Mendiguren. Sus habitantes tienen derecho al aprovechamiento de parte de un monte comunal donde crecen robles que en el pasado fueron aprovechados para construcciones navales.
Un paseo permite recorrer los 5 kilómetros que distan entre este concejo y el de Gobeo, un recorrido que se realiza en aproximadamente una hora y cuarto.

### Localidades limítrofes
|                 | Norte: Antezana de Foronda y Aránguiz |                |
| Oeste: Lopidana |                                       | Este: Abechuco |
|                 | Sur: Arriaga-Lakua                    |                |

## Historia
Perteneció al municipio de Foronda, hasta que este fue absorbido por el de Vitoria en 1974. 

## Demografía
En 2017 poseía 50 habitantes. Desde que se iniciase el siglo XXI, Yurre se ha mantenido en torno a los 50 habitantes, fluctuando entre los 46 habitantes que poseía en 2000 y 2009, y los 57 que alcanzó en 2003. Actualmente (2018) tiene 48 habitantes.
| Gráfica de evolución demográfica de Yurre (Álava) entre 2000 y 2018                                      |
| |
| Población (2000-2017) según los censos de población del INE. Población según el padrón municipal de 2018 |

## Cultura

### Patrimonio material

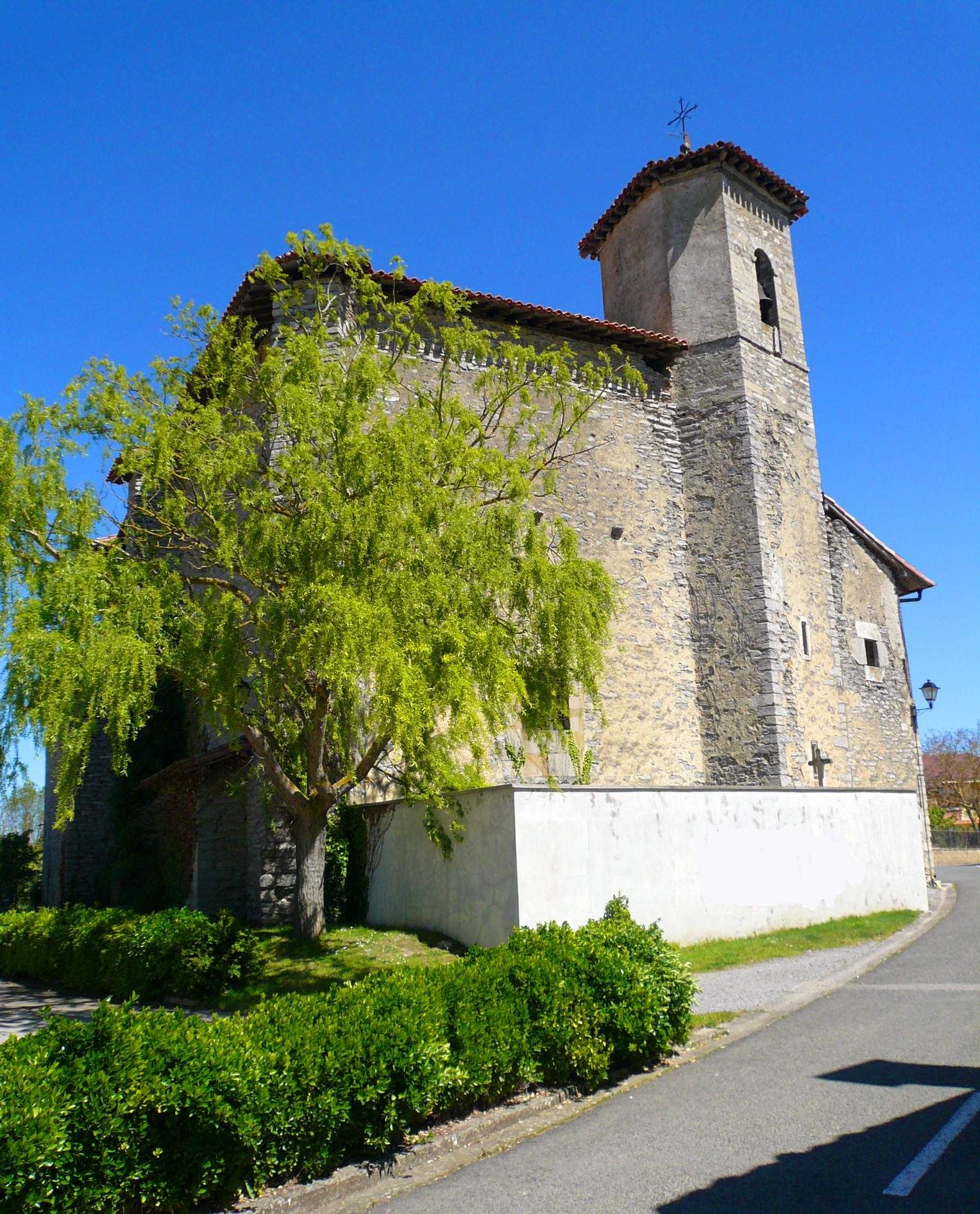
Parroquia de Santiago Apóstol

La parroquia de Santiago, del siglo XVI, combina estilos renacentista y barroco tras reformas posteriores. Destaca su portada protegida por un atrio popular, la nave con bóveda de terceletes y el ábside poligonal. En el interior, el retablo mayor barroco (1655) sobresale junto al sagrario y un tríptico gótico en una capilla lateral. También resalta la imagen sedente de Andra Mari (siglo XV) y un cáliz rococó de plata dorada.
Cabe destacar su retablo, del siglo XIV, es un ejemplo emblemático de los retablos-tabernáculo marianos castellanos, notable por su estado casi completo de conservación y su riqueza iconográfica. Está compuesto por paneles con relieves sobrepuestos que representan escenas de la infancia de Cristo y la glorificación de la Virgen, destacando la Adoración de los Magos y la Anunciación en el registro inferior. Su policromía original, restaurada en 1989, revela capas superpuestas de oro y plata que imitan una pieza de orfebrería. La pieza incluye influencias góticas y características avanzadas, como la representación de los Magos a caballo y un ciclo completo de la Virgen.

### Patrimonio inmaterial

#### Fiestas
Los vecinos eran conocidos con el apodo de Anegaus o Abillurris y celebraban su fiesta patronal el 25 de julio (Santiago)